# Höheres Kommando z.b.V. XXXIII
Het Duitse Höheres Kommando z.b.V. XXXIII (Nederlands: Hoger Korps Commando voor speciale inzet 33) was een soort Duits legerkorps van de Wehrmacht tijdens de Tweede Wereldoorlog. Het H.Kdo. was in actie aan het Westfront in 1940 en vervolgens in Noorwegen als bezettingsmacht/kustverdediging. 

## Krijgsgeschiedenis

### Oprichting
Het Höheres Kommando z.b.V. XXXIII werd opgericht op 15 oktober 1939 uit het Grenzschutz-Abschnittkommando 3 in Oppeln.

### Inzet
Het H.Kdo. werd vrijwel meteen (eind oktober) op transport gesteld naar Dortmund en kwam daar onder 6e Leger t.b.v de grensverdediging in het westen. Op 3 maart 1940 werd het H.Kdo. vervolgens verplaatst naar Freiburg om de oostelijke over van de Rijn te verdedigen. Bij het begin van de Westfeldzug lag het H.Kdo. nog steeds op de linkervleugel van het 7e Leger aan de Rijn tussen Straatsburg en de Zwitserse grens. Midden juni 1940 nam het H.Kdo. deel aan de strijd in Frankrijk. Op 19 juni bereikte de 239e Infanteriedivisie de weg Thann-Mulhouse en de 556e Infanteriedivisie nam Mulhouse in. Op de noordvleugel vielen delen van de 555e Infanteriedivisie Straatsburg aan. Verder rukte het H.Kdo. niet op tot aan de Wapenstilstand van 22 juni 1940. Daarna, op 6 juli,  werd het H.Kdo. naar Colmar verplaatst en nam op 12 juli het bevel over de gehele Elzas op zich. En gaf dit op 28 juli af aan het 25e Legerkorps. Vanaf 1 augustus werd het H.Kdo. in Colmar op transport gesteld en naar Noorwegen verplaatst. Het nam hier bezettingstaken en kustverdediging op zich rond Trondheim en nam daar de 181e en 196e Infanteriedivisies onder bevel. Vanaf 30 augustus 1940 fungeerde de staf tegelijkertijd ook als Territorialbefehlshaber Mittelnorwegen. Het H.Kdo. was in Noorwegen in geen enkele actie verwikkeld.

Het Höheres Kommando z.b.V. XXXIII werd op 23 januari 1943 omgedoopt naar 33e Legerkorps.

## Bovenliggende bevelslagen
| Leger          | Legergroep     | Plaats/regio | Begin            | Eind             |
| -------------- | -------------- | ------------ | ---------------- | ---------------- |
| 6. Armee       | Heeresgruppe B | Nederrijn    | december 1939    | 3 maart 1940     |
| 7. Armee       | Heeresgruppe C | Freiburg     | 9 maart 1940     | 6 juli 1940      |
| 12. Armee      | Heeresgruppe C | Colmar       | 7 juli 1940      | 1 augustus 1940  |
| Gruppe XXI     | OKW            | Trondheim    | 1 augustus 1940  | 19 december 1940 |
| Armee Norwegen | OKW            | Trondheim    | 19 december 1940 | 23 januari 1943  |

## Commandanten

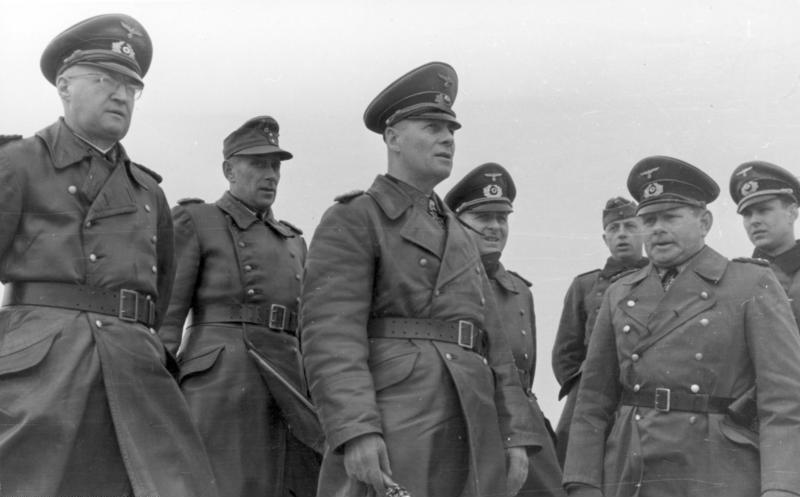
General Fischer von Weikersthal (helemaal links) naast Erwin Rommel (midden) in 1944

| Rang                   | Naam                            | Begin           | Eind            |
| ---------------------- | ------------------------------- | --------------- | --------------- |
| General der Kavallerie | Georg Brandt                    | 18 oktober 1939 | 30 april 1942   |
| General der Infanterie | Walther Fischer von Weikersthal | 30 april 1942   | 15 juni 1942    |
| General der Artillerie | Erwin Engelbrecht               | 15 juni 1942    | 23 januari 1943 |